# Jean-Pierre Firmin Malher
Jean-Pierre Firmin Malher (Paris, 26 de Junho de 1761 - Valladolid, 13 de Março de 1808) foi um general-de-divisão francês. Participou nas Guerras revolucionárias francesas e nas Guerras Napoleónicas. Morreu acidentalmente durante a campanha em Espanha. Recebeu o título de Grande-Oficial da Ordem Nacional da Legião de Honra em 1805 pelos seus serviços no Exército de Itália.